# Lubanowo
Lubanowo est une localité polonaise de la gmina rurale de Banie, située dans le powiat de Gryfino en voïvodie de Poméranie-Occidentale. Elle se situe à environ 21 km au sud-est de la ville de Gryfino et 36 km au sud de la capitale régionale Szczecin.

## Géographie

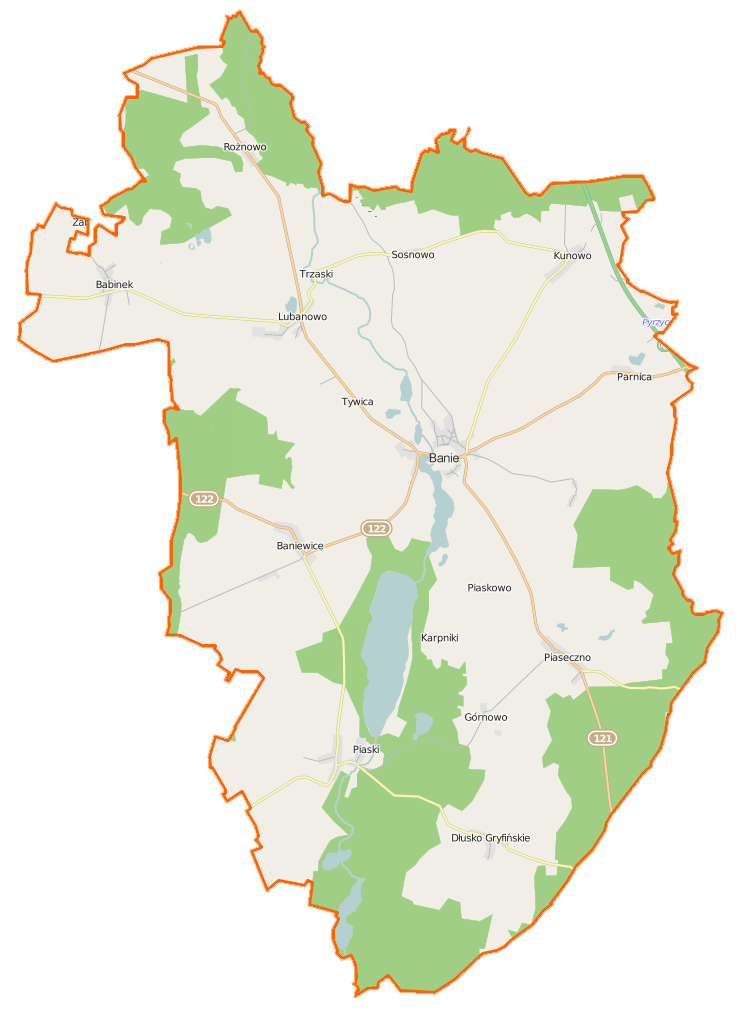
Carte de la gmina de Banie.

## Histoire
Jusqu'en 1945, Liebenow fait partie de l'arrondissement de Greifenhagen dans le district de Stettin de la province prussienne de Poméranie.